# Zdeněk Moták
Zdeněk Moták (* 7. června 1964 Ostrava) je bývalý český hokejista, který hrál na postu obránce, a posléze hokejový trenér, jenž od začátku května roku 2022 vede hokejisty Třince.

## Hráčská kariéra
- 1982/83 TJ Vítkovice
- 1983/84 TJ DS Olomouc
- 1986/87 VTJ MEZ Michalovce
- 1988/89 ZŤS Dubnica
- 1989/90 ZŤS Dubnica
- 1995/96 HC Poruba
- 1999/00 HC Frýdek-Místek, SHK Poruba
- 2000/01 SHK Poruba
- 2001/02 HC Sareza Ostrava

## Trenérská kariéra
| Sezona             | Tým                                   | Role             |
| ------------------ | ------------------------------------- | ---------------- |
| 2002/03            | HC Vítkovice 20                       | asistent trenéra |
| 2005/06            | HC Vítkovice Steel 18                 | trenér           |
| 2006/07            | HC Vítkovice Steel 20                 | trenér           |
| 2007/08            | HC Vítkovice Steel 20                 | trenér           |
|                    | Česká hokejová reprezentace do 18 let | asistent trenéra |
| 2008/09            | HC Vítkovice Steel 20                 | trenér           |
|                    | HC Vítkovice Steel                    | asistent trenéra |
|                    | Česká hokejová reprezentace do 20 let | asistent trenéra |
| 2009/10            | HC Vítkovice Steel 20                 | trenér           |
|                    | HC Vítkovice Steel                    | asistent trenéra |
|                    | Česká hokejová reprezentace do 20 let | asistent trenéra |
| 2010/11            | HC Vítkovice Steel                    | asistent trenéra |
| 2011/12            | HC Vítkovice Steel                    | asistent trenéra |
| 2012/13            | HC Vítkovice Steel                    | asistent trenéra |
|                    | Salith Šumperk                        | hlavní trenér    |
| 2013/14 až 2016/17 | HC Sparta Praha                       | asistent trenéra |
| 2017/18            | HC Olomouc                            | asistent trenéra |
| 2018/19 až 2021/22 | HC Olomouc                            | hlavní trenér    |
| 2022/23 až 2025/26 | HC Oceláři Třinec                     | hlavní trenér    |